# Aujourd'hui, fromage à volonté
Pour plus de détails, voir Fiche technique et Distribution.
Aujourd'hui, fromage à volonté (Here Today, Gone Tamale) est un court métrage américain Looney Tunes de 1959 réalisé par Friz Freleng, mettant en scène Speedy Gonzales et Grosso Mineto.